# الان، ساسکاچوان
الان، ساسکاچوان (به انگلیسی: Allan, Saskatchewan) یک شهرک در کانادا است که در ساسکاچوان واقع شده‌است.

## خصوصیات
الان ۱٫۷۸ کیلومترمربع مساحت و ۶۴۸ نفر جمعیت دارد.